# Melecta aegyptiaca
Melecta aegyptiaca är en biart som beskrevs av Radoszkowski 1876. Melecta aegyptiaca ingår i släktet sorgbin, och familjen långtungebin. Inga underarter finns listade i Catalogue of Life.